# Tarquin
Tarquin, op. 90, és una òpera en dos actes composta el 1940 per Ernst Krenek sobre un llibret en anglès d'Emmet Lavery. Es va estrenar el 16 de juliol de 1950 al Bühnen der Stadt Köln